# Justus (album)
Justus è l'undicesimo album in studio del gruppo musicale statunitense The Monkees, pubblicato nel 1996.
Il disco segna il ritorno di Michael Nesmith in formazione.

## Tracce
Per ogni brano musicale è riportato il cantante principale.
1. Circle Sky (Michael Nesmith) – 3:33 – Michael Nesmith
2. Never Enough (Micky Dolenz) – 2:58 – Micky Dolenz
3. Oh, What a Night (David Jones) – 3:12 – Davy Jones
4. You and I (Micky Dolenz, David Jones) – 2:57 – Davy Jones
5. Unlucky Stars (Micky Dolenz) – 3:11 – Micky Dolenz
6. Admiral Mike (Michael Nesmith) – 3:23 – Micky Dolenz
7. Dyin' of a Broken Heart (Micky Dolenz) – 3:09 – Micky Dolenz
8. Regional Girl (Micky Dolenz) – 3:16 – Micky Dolenz
9. Run Away from Life (Peter Tork) – 2:43 – Davy Jones
10. I Believe You (Peter Tork) – 3:41 – Peter Tork
11. It's My Life (Micky Dolenz) – 3:41 – Micky Dolenz
12. It's Not Too Late (David Jones) – 4:03 – Davy Jones